# Droit de présentation à la chambre des seigneurs de Prusse
Le droit de présentation à la chambre des seigneurs de Prusse est une disposition constitutionnelle du droit de l'État prussien qui, avec la modification de la constitution dite imposée de 1853, créé la possibilité de nommer certains groupes de personnes comme députes de la chambre des seigneurs de Prusse.

## Règlement
Le mode et la forme de la nomination des députés de la Chambre des seigneurs sont définis par un décret royal du 12 octobre 1854, qui prévoit notamment que le roi peut accorder à lui-même et à des familles de la vieille noblesse, proches de la maison royale depuis longtemps et particulièrement méritantes pour l'État, le droit de présenter au roi un membre de chacune de ces familles pour qu'il les nomme députés de la Chambre des seigneurs. Une autre condition pour l'octroi de ce droit de présentation est que la famille (pas nécessairement le candidat proposé) possède de vastes propriétés foncières.

## Familles dotées du droit de présentation
Le 24 octobre 1854, le roi Frédéric-Guillaume IV exerce pour la première fois son droit d'accorder à une famille le droit de présentation à la chambre des seigneurs de Prusse. Au total, le roi n'accorde ce privilège qu'à dix familles durant la phase initiale de la Chambre des seigneurs en 1854/5, à savoir les familles suivantes :
| - Alvensleben, - Arnim, - Borcke (de), - Bredow, - von der Groeben, | - Kœnigsmarck, - von der Osten, - von der Schulenburg, - Schwerin (de) et - Wedel (de). |

Toutes ces familles sont issues des provinces de l'ancienne Prusse, deux de l'Altmark (Alvensleben, Schulenburg), région historique de la province de Saxe, trois du Brandebourg (Arnim, Bredow, Königsmarck), quatre de Poméranie (Borcke, von der Osten, Schwerin, Wedel) et une de Prusse-Orientale (von der Groeben).

## Propriétés foncières
Toutes ces familles sont richement dotées en terres. En 1855, le haut président de Magdebourg rend compte des propriétés appartenant aux familles Alvensleben et Schulenburg de la région de l'Altmark. Selon cela, en 1855, la famille von Alvensleben possède 18 domaines avec 11 100 hectares dans l'Altmark, la famille von der Schulenburg possède 24 domaines avec 19 300 hectares et 21 400 hectares supplémentaires dans le Brandebourg. La famille von der Osten possède 37 750 ha en 1855, la famille von Arnim environ 30 000 ha, la famille von Schwerin 55 500 ha en 1876 et la famille von Wedel 32 000 ha en 1886.

## Autres recours et demandes rejetées pour l'octroi du droit de présentation
En 1857, le nombre de familles privilégiées n'a augmenté que d'une seule famille, avec la famille von Kleist qui obtient le droit de présentation à la chambre le 2 juillet 1857. Mais la réputation acquise par les familles distinguées grâce à l'octroi du droit de présentation incite de nombreuses autres vieilles familles prussiennes à demander à la couronne un acte de grâce correspondant. Cela incite la Couronne à rejeter dans un premier temps d'autres demandes après les présentations immédiates du ministre de l'Intérieur. De 1859 à 1866, les candidatures des familles von Behr, Winterfeldt (de) et Klitzing sont rejetées, tout comme plus tard celles des familles von Saurma (1906-08), Prittwitz (1910), Dewitz (1912) et Flemming (1912). Néanmoins, depuis 1895, un certain changement dans la pratique décisionnelle a été initié par l'empereur Guillaume II. Entre 1895 et 1908, Guillaume II accorde à sept familles le droit de se présenter, souvent contre l'avis du ministère. Il s'agit des familles von Puttkamer (1895), Below (de), Bonin, Bülow, Veltheim (de) et Zitzewitz (1900). La famille von Hanstein est la dernière famille à être honorée en 1908, de sorte qu'en 1918, lorsque la révolution éclate, 18 familles au total possèdent le droit de présentation à la Chambre des seigneurs de Prusse. Toutes les familles ont régulièrement utilisé ce droit, de sorte qu'au début de la révolution, un total de 55 députés de la Chambres des seigneurs en sont députés en raison de la présentation d'une des familles éligibles.